# École nationale d'ingénieurs des travaux agricoles de Clermont-Ferrand
L'École nationale d'ingénieurs des travaux agricoles de Clermont-Ferrand (ENITAC) était une école d'ingénieurs implantée entre Clermont-Ferrand et Lempdes sur le site de Marmilhat, vaste espace de 130 hectares regroupant plus de 50 organismes qui développent leurs activités dans les domaines de l'agriculture, l'agro-alimentaire, l'espace rural, la forêt, l'environnement.
Disposant d'un campus complet, avec une résidence et un service interne de restauration, l'ENITAC dispensait ses cours à plus de 250 élèves.
De nombreuses associations étudiantes permettaient aux étudiants de profiter du cadre des parcs naturels des Volcans d'Auvergne et du Livradois-Forez, 
Au 1er janvier 2010, l'ENITA Clermont, l'école nationale vétérinaire de Lyon et l'école nationale des services vétérinaires s'unissent pour créer VetAgro Sup, Institut d'enseignement supérieur et de recherche en alimentation, santé animale, sciences agronomiques et de environnement.